# One World Trade Center
One World Trade Center, tudi 1 World Trade Center oz. 1 WTC, z vzdevkom Freedom Tower, je 94-nadstropni poslovni nebotičnik v Newyorškem okrožju Manhattan, ki je nadomestil nekdanja stolpa dvojčka World Trade Centra (severni in južni stolp WTC), porušena v teroristični napadih leta 2001. 10. maja 2013 je, ob dosegu končne višine 541 metrov, postal najvišja zgradba v Združenih državah Amerike in četrta najvišja zgradba na svetu.
Po obliki nima podobnosti s svojima predhodnikoma, le višino radijske antene ima isto kot nekdanji severni stolp. Osnovna konstrukcija je jeklena, zunanje površine pa so obdane s steklenimi ploščami.